# Подлес
 Тази статия е за селото в България.  За термина от ботаниката вижте Подлес (ботаника).  
 Тази статия е за селото в България.  За селото в Северна Македония вижте Подлес (Община Градско).  
Подлес е село в Североизточна България. То се намира в община Главиница, област Силистра.

## География
Селото се намира на юг от общинския център, като заема много добро място от географска гледна точка. То се намира на сравнително високо за района. Заобиколено е от живописни гори от всички страни.
В землището на Подлес се намира защитено дърво Летен дъб (Quercus robur) на възраст около 150 години, с височина 18 м, обиколка на ствола при височина 1,20 м – 3,80 м. То е обявено за защитено през 2012 г. със заповед на Министерството на Околната Среда и Водите.

## История
Тракийска и средновековна крепост „Ири хисар“ (Голяма крепост) се намира на 4 км западно по права линия от село Подлес. Крепостта е разположена върху широка издатина със стръмни брегове над тясната долина на река Ири дере (Крива река). Крепостните стени следват очертанията на издатината. Стената, преграждаща равен терен откъм северозапад, е била охранявана от шест кули. В южния ѝ край личат стени от вход. Оттук пътят се е насочвал към широкия плитък ров северозападно от крепостта, който според Шкорпил (Карел Шкорпил – един от основоположниците на българската археология) е следа от стар път. Друг вход, отвеждащ към речната долина, вероятно е бил разположен в късата напречна извивка на южната стена, подобно на крепостите при Цар Асен и Завет. Площта на крепостта е около 70 дка. Крепостният зид на места е запазен до 3 м височина и е широк 2 м. Лицата му са изградени от едри ломени камъни, вътрешността е запълнена с дребни ломени камъни и жълта глина. Същата глина е използвана и за спойка на камъните, оформящи лицата. Зидът е вкопан в околния терен на дълбочина 0.25 м. Срещат се останки от керамика от 5-3 век пр. Хр. от тракийско селище- вероятно укрепено. Крепостта се е използвала в периода 9-11 век. Служила е за охрана на пътя Преслав – Плиска – Малък Преславец.
Голяма част от населението на Подлес са потомци на бежанци от Каваклия, Източна Тракия (днес на територията на Република Турция). Впоследствие много от тях са принудени да продължат миграцията си, тъй като Подлес попада в рамките на Румъния и те отново биват подложени на жестокости от колониалната румънска власт. След Крайовската спогодба, някои от тези семейства се връщат в Подлес. Миграцията при последвалите поколения е резултат от по-естествено и свободно развитие на българското общество след 1940 г.

### Войни за национално освобождение и обединение
В Балканската война в редовете на Българската Армия участват 4-ма души от с. Подлес (тогава Сърджилар):
- Иван Бончев Василев – убит
- Иван Филипов Иванов – в неизвестност
- Костадин Д. Ганчев – убит
- Костадин Ст. Стаматов – убит[4]

## Културни и природни забележителности
В село Подлес е създадено и съществува до днес читалище „Развитие“.
Сред причините в Подлес да не се изгради църква са особеностите на периодите на румънска окупация (1919-1940), известен още като румънско владичество, в който селото се намира на територията на тогавашното Кралство Румъния, и на управлението на Българската Комунистическа Партия (1944-1989). В след-комунистическия период на разпад и силен спад на населението се стига до август 2014, когато в центъра се полага основния камък и се започва градежа на Православен Храм „Св. св. Константин и Елена“. Подлес попада в Тутраканската духовна околия на Русенската митрополия. Липсата на църква се компенсира с наличието на камбанария на една от поляните. Камбаната по традиция се използва за известяване на скръбни случай.
На запад от Подлес се намира Воденската гора, която е включена в Държавно ловно стопанство (ДЛС) „ВОДЕН-ИРИ ХИСАР“, където са разположени административната сграда, два ловни дома и голяма част от ловната площ. Стопанството е разположено в североизточната част на Лудогорието (Делиорман), в близост до с. Острово. Отстои на 36 км северно от гр. Разград, 70 км югоизточно от гр. Русе, 150 км от летище Варна и 350 км от летище София. От румънската столица Букурещ е на 140 км Горското стопанство включва части от общините Разград, Завет, Исперих и Главиница и представлява два относително независими горски комплекса с обща площ около 15 000 ха. Тази гориста местност е наричана „заградената гора“ и между нея и селото се намира ливадна местност с ниска и храстова растителност, наричана от местните хора „Излаза“. Излаза служи за пасбище за добитъка (овце, кози, крави) на местните жители.
В Подлес в миналото е съществувало Начално училище „Иван Вазов“ (1944-1970). Сградата се преустройва в магазин, който дълги години е единственият в селото.

## Редовни събития
Сборът на Подлес се провежда на 3 юни.

## Личности
- Един от най-известните подлесчани е Костадин Велков, чийто живот е разказан в книгата „Необикновената повест на един съдия“ от Петко Здравков[8].
- Темелко Димитров Манджов – водач на добруджанска чета в Исперихско и Кубратско по времето на румънската окупация, родом от Подлес.
- Братя Костадинови ООД – земеделско-търговско дружество основано в Подлес през 1995 г.[9]

## Други
Стопанството на Подлес, както е типично за района, е доминирано от селското стопанство. В западния край на селото се е намирал комплексът от стопански сгради на ТКЗС-то, което към 2017 г. е в състояние на пълен разпад.
В миналото е съществувал и футболен отбор – „Мълния“
На територията на днешната Република Македония се намира село съименник село Подлес.